# کبوتر پس‌سربرنزه جزیره‌ای
کبوتر پس‌سربرنزه جزیره‌ای (نام علمی: Columba malherbii) نام یک گونه از سرده کبوتر است.